# Sottogruppo degli anfiboli di sodio-(magnesio-ferro-manganese)
Il sottogruppo degli anfiboli di sodio-(magnesio-ferro-manganese) è un sottogruppo di minerali appartenente al gruppo degli idrossi-fluoro-cloro-anfiboli definito dall'IMA nel 2012.
I minerali che fanno parte del sottogruppo sono i seguenti:
- ferri-ghoseite